# Shingo Morita (Fußballspieler, 1978)
Shingo Morita (japanisch 森田 真吾 Morita Shingo; * 9. Dezember 1978 in der Präfektur Kochi) ist ein ehemaliger japanischer Fußballspieler.

## Karriere
Morita erlernte das Fußballspielen in der Schulmannschaft der Teikyo High School und der Universitätsmannschaft der Juntendo-Universität. Seinen ersten Vertrag unterschrieb er 2001 bei den Yokohama FC. Der Verein spielte in der zweithöchsten Liga des Landes, der J2 League. Für den Verein absolvierte er 60 Ligaspiele. Danach spielte er bei den TDK (2003) und FK Rad Belgrad (2004). Im September 2004 wechselte er zum Zweitligisten Mito HollyHock. Für den Verein absolvierte er 35 Ligaspiele. 2006 wechselte er zum Erstligisten Ventforet Kofu. Danach spielte er bei den Tonan Maebashi (2007–2011). Ende 2011 beendete er seine Karriere als Fußballspieler.